# Diodia domingensis
Diodia domingensis är en måreväxtart som beskrevs av Dc.. Diodia domingensis ingår i släktet Diodia och familjen måreväxter. Inga underarter finns listade i Catalogue of Life.